# Rugby Hebdo
Rugby Hebdo est un journal hebdomadaire français spécialisé dans le rugby à XV. Ce titre, qui appartient au Groupe Amaury, est créé en 2006 et paraît, dans un premier temps, tous les jeudis (numéro 1 le 2 mars 1996). Il paraît tous les lundis à partir du 29 janvier 2007 (No 43). Christophe Dominici, Brian O'Driscoll ou encore Philippe Saint-André sont des chroniqueurs habituels du titre. Pour la Coupe du monde, Jonah Lomu sera le parrain exclusif de Rugby Hebdo et publiera chaque semaine sa chronique.
Rugby Hebdo a arrêté sa parution le 24 décembre 2007, après moins de 2 ans d'existence et 91 numéros.